# 十不二门
十不二门，为十种不二法门，为汉传佛教天台宗所立，以显示观心大纲。为天台宗高僧湛然的《十不二门》所讲述，十不二门为相互圆融，一念三千即可领悟十妙。

## 内容
十不二门依次为：
- 色心不二门
- 内外不二门
- 修性不二门
- 因果不二门
- 染净不二门
- 依正不二门
- 自他不二门
- 三业不二门
- 权实不二门
- 受润不二门